# 아돌프 갈란트
아돌프 "돌포" 요제프 페르디난트 갈란트(독일어: Adolf "Dolfo" Joseph Ferdinand Galland, 1912년 3월 19일 ~ 1996년 2월 9일)는 독일의 공군 장성이다. 그는 또한 공군 에이스이기도 했으며 독일군 내에서 최연소 장성이었다. 최종 계급은 중장이다. (Generalleutnant. 준장 계급이 없고 대신 대장 위에 상급대장이 있었던 나치 독일군의 특성상 한국군과 미군의 소장 계급에 해당한다.)

## 주요 이력
- 1940.6.6 ~ 1940.8.21 : 제26전투비행단 "슐라게터" 3비행대장
- 1940.8.22 ~ 1941.12.4 : 제26전투비행단 "슐라게터" 사령관
- 1941.12.5 ~ 1945.1.31 : 공군 전투기 총감
- 1945.2.1 ~ 1945.4.26 : 제44비행전대(Jagdverband 44, JV-44) 사령관
- 1945.4.26 ~ 1945.5.6 : 입원 가료
- 1945.5.6 ~ 1947.5.10 : 미군 형무소에서 복역
- 1947.5.10 : 석방

## 진급 내역
- 1934.5.1 : 공군 사관후보생-하사(Fahnenjunker-Unteroffizier)
- 1934.9.1 : 사관후보생(Fähnrich)
- 1935.1.1 : 소위(Leutnant)
- 1937.8.1 : 중위(Oberleutnant)
- 1939.10.1 : 대위(Hauptmann)
- 1940.7.19 : 소령(Major)
- 1940.11.1 : 중령(Oberstleutnant)
- 1941.12.4 : 대령(Oberst)
- 1942.11.1 : 소장(Generalmajor)
- 1944.11.1 : 중장(Generalleutnant)

## 주요 서훈 내역
- 시기 미상 : 전상장 흑장
- 1939.6.7 : 스페인 전역 참전 기념 다이아몬드 금십자 훈장
- 1939.9.15 : 1939년 제정 2급 철십자 훈장
- 1940.5.22 : 1939년 제정 1급 철십자 훈장
- 1940.7.29 : 기사 철십자 훈장(96번째 서훈)
- 1940.9.24 : 곡엽 기사 철십자 훈장(세 번째 서훈)
- 1941.6.21 : 곡엽 검 기사 철십자 훈장(첫 번째 서훈)
- 1942.1.28 : 다이아몬드 곡엽 검 기사 철십자 훈장(두 번째 서훈)

## 최종격추기록: 104기
격추기록이 독일의 다른 공군에이스들에비해 낮지만 아프리카전선이나 동부전선에서 새운 기록이 아닌 전쟁초기 영국 본토 항공전에서 새운 기록이며(실제로 훈장 수훈에 있어서 동부전선 조종사들은 서부전선 조종사들보다 더 많은 격추횟수를 달성해야 수훈을 받았다) 그 당시에 거의 모든 에이스들이 살아있었다는것을 감안하면 대단한 기록이다. 또한 1942년에 최연소로 장성에 진급했기에(공군장성이 출격하는 일은 거의 없다) 더 이상 격추기록을 세우기 힘들었다.
| 전임 소령 에른스트 폰 베르크 남작 | 제3대 제26전투비행단 제3비행집단 비행집단장 1940년 6월 6일– 1940년 8월 20일 | 후임 소령 게르하르트 쇠펠 |

| 전임 소령 고타르트 한드리크 | 제4대 제26전투비행단 슐라게터 비행단장 1940년 8월 22일 – 1941년 12월 5일 | 후임 소령 게르하르트 쇠펠 |

| 전임 대령 베르너 묄더즈 | 제6대 전투기대장 1941년 12월 5일 – 1945년 1월 31일 | 후임 대령 고르돈 골로프 |

| 전임 중장 테오 오스터캄프 | 제2대 전투항공지도부 시칠리엔 지도관 1943년 6월 15일 – 1943년 7월 31일 | 후임 중장 카를 피에크 |

| 전임 (신설) | 제1대 제44전투단 단장 1945년 2월 1일 – 1945년 4월 26일 | 후임 대령 하인리히 베어 |